# El viatge d'Arlo
El viatge d'Arlo (títol original en anglès: The Good Dinosaur) és una pel·lícula d'animació de 2015 creada als Estats Units per la productora Pixar Animation Studios i distribuïda per Walt Disney Pictures. Ha estat dirigida per Peter Sohn, amb guió de Meg LeFauve, sota la idea original de Bob Peterson.
En una ubicació fictícia on els dinosaures no es van extingir, la història tracta sobre un jove i poruc apatosaure anomenat Arlo, que es veu obligat a conviure amb un humà per poder tornar a casa seva, passant per difícils paisatges i coincidint amb diferents dinosaures que dificultaran o ajudaran en el recorregut de tornada.
Peterson, l'autor de la idea original, va ser qui va començar a dirigir la pel·lícula l'any 2013, però l'octubre del 2014 va haver de ser reemplaçat per Sohn. A més, la pel·lícula, junt amb Del revés, van ser les primeres de Pixar estrenades el mateix any.
Aquesta pel·lícula ha estat susbtitulada al català.

## Argument
En una història del temps alternativa, l'asteroide que havia de causar l'existinció dels dinosaures fa 65 milions d'anys, passa de llarg de la Terra.
Milions d'anys després, els agricultors apatosaurus Henry i Ida tenen tres fills: Libby, Buck i el petit Arlo, que té problemes per adaptarse a la vida agrícola. Mentre que als seus germans se'ls permet "deixar marca" per tot el que aconsegueixen, al tímid Arlo se li dificulta fer les tasques més senzilles i no pot aconseguir arribar a fer tantes coses com els seus germans. En Henry, pare de la familia, anima l'Arlo perquè se superi a ell mateix i el fica de vigilant de la collita, per tant, preparen una trampa per veure quin animal s'està emportant el menjar. L'Arlo captura el culpable, que resulta ser un petit i ferotge cavernícola, però Arlo no té valor per matar-lo i el deixa escapar. Decebut, en Henry obliga l'Arlo a perseguir al cavernícola, que els porta per la vora d'un barranc. Desafortunadament, una gran onada apareix i provoca que en Henry només tingui temps de salvar la vida del seu fill i ell quedi enfonsat sota l'aigua fins a la seva mort.
Sense el seu pare, l'Arlo ha de treballar molt més del que pot donar el seu petit cos. Un dia, es troba amb el mateix cavernícola menjant-se la collita i, per venjança de la mort del pare, persegueix el petit humà fins que cauen al riu. L'Arlo no sap nadar, pel que és arrossegat fins que es dona un cop al cap i queda inconscient. Al despertar, en petit Apatosaurus es troba lluny de casa i trata de sobreviure pel seu compte, però la seva pota queda atrapada entre pedres i pensa que ha arribat la seva fi, i per això s'adorm. Quan es desperta, s'adona que ha estat alliberat i el cavernícola li ha portat menjar. A l'Arlo li agraden les baies, i per això l'humà el porta fins a l'arbre on les ha trobat, però són atacats per una serp. El covard dinosaure no fa res, però el ferotge humà l'ataca fins que salva la vida dels dos. Des de llavors, ambdós es fan inseparables per seguir la vora del riu i així poder tornar a casa de l'Arlo.
En la seva trajectòria, es creuen amb diferents dinosaures que dificultaran o ajudaran l'Arlo en el seu camí. El primer d'ells és un styracosaurus, que vol quedar-se amb el company de l'Arlo, per tant, el desafia que sigui el carvernícola qui trïi, i el primer que el cridi pel seu nom serà qui se'l quedi. Finalment, l'Arlo el crida pel nom de Spot i el cavernícola correspon, pel que ja es fan amics inseparables, i tot i que l'humà no parla, li explica la pèrdua que va patir de la seva família, i per això està sol al món. La mateixa nit i a causa d'una gran tempesta, l'Arlo i l'Spot perden el camí de tornada a casa. L'endemà al matí es desperten a causa d'una banda de pterodactyls, que aparentment estàn realitzant una operació de rescat per veure si hi ha víctimes de la tempesta, però realment són perillosos carnívors. Quan els pterodactyls intenten emportar-se l'Spot, l'Arlo i l'Spot fugen gràcies a dos tyrannosaurus anomenats Nash i Ramsey. Ells van junts amb el seu pare Butch, que s'encarrega d'una colla de búfals que han perdut i han de trobar. L'Arlo els promet que l'Spot els ajudarà (ja que té bon olfacte per seguir rastre) si ells els ajuden a apropar-se a casa. Ells accedeixen i comparteixen una nit plena d'històries.
Quan l'Arlo i l'Spot continuen el camí a casa ja sols, es troben amb un home a la llunyania i l'Spot mostra interès, però l'Arlo el dissuadeix i continuen junts. Però pel camí, una altra tempesta s'acosta i això provoca que els pterodactyls tornin per emportar-se l'Spot. L'Arlo queda atrapat entre branques i no pot ajudar el seu amic, qui queda finalment atrapat en un arbre al mig del riu. Entre els dos, aconsegueixen acabar amb els pterodactyls però són emportats per l'onada de la tempesta i cauen per una cascada, però gràcies a l'Arlo, l'Spot és protegit i poden arribar fins a la costa.
Tots els problemes que viuen junts són oblidats quan estan a pocs metres de casa l'Arlo. Però tornen a escoltar una veu humana i apareix de cop una familia de cavernícoles. L'Arlo sap on pertany l'Spot i on ha d'anar, i per això viuen un comiat entre llàgrimes. L'Arlo, finalment arriba a casa seva on es reuneix amb la seva mare i germans, i gràcies a tota la travessia viscuda, té dret a ficar la seva marca junt amb les marques de la seva família.

## Repartiment
El repartiment original de la pel·lícula va estar compossat per les següents veus:
- Raymond Ochoa doblà Arlo, el jove Apatasaourus de la familia.[2][3]
  - Jack McGraw com a Arlo quan aquest era un infant.
- Jack Bright és Spot, el cavernícola de 6-7 anys que es fa amic d'Arlo.[2][3]
- Sam Elliott és Butch, el Tyrannosaurus qui dirigeix un ramat de búfals.[3]
- Anna Paquin és Ramsey, la filla d'en Butch.[2][3]
- A. J. Buckley és Nash, el fill d'en Butch.[2][3]
- Jeffrey Wright és Poppa Henry, és el pare de la familia Apatosaurus.[2][3]
- Frances McDormand és Ida, la mare de la familia Apatosaurus.[2][3]
- Marcus Scribner és Buck, en germà de l'Arlo.[3]
  - Ryan Teeple és Buck de petit.[4]
- Maleah Padilla és Libby, la germana d'Arlo.[4]
- Steve Zahn és Thunderclap, un pterodàctil.[3]
- Mandy Freund és Downpour, un pterodàctil.[4]
- Steven Clay Hunter és Coldfront, un pterodàctil.[4]
- Peter Sohn és Forrest Woodbush, un Styracosaurus que té animals enganxats a les seves banyes.[4][5]
- Dave Boat és Bubbha, un Velociraptor.[4]
- Carrie Paff és Lurleane, Velociraptor amic d'en Bubbha.[4]
- John Ratzenberger és Earl, Velociraptor amic d'en Bubbha.[4]
- Calum Mackenzie Grant és Pervis, Velociraptor amic d'en Bubbha.[4]

## Producció
Bob Peterson i Peter Sohn van començar a treballar en la idea de Peterson l'any 2009. La pel·lícula va ser anunciada al juny del 2011 i es va programar l'estrena pel novembre del 2013. La trama, el director, co-director, productor i altres petits detalls es van anunciar a la D23 Expo l'agost del 2011. Peterson i John Walker van anunciar la pel·lícula com The Untitled Pixar Movie About Dinosaurs. Finalment, l'abril del 2012, Pixar anuncià el títol de la pel·lícula.
Al juny del 2012, John Lasseter va anunciar més detalls sobre la trama de la pel·lícula: "Són una espècie de dibuixos animats però sense deixar de ser dinosaures, ja que no estan caminant amb roba posada ni res per l'estil, sinó que són dinosaures com calen. Ens hem enfocat en la família dels herbívors, no dels carnívors... Viuen en una societat agrària, és a dir, són agricultors. És una història molt divertida sobre la forma de vida que té un jove dinosaure que té problemes per encaixar a la vida i acaba acudint a la recerca d'ell mateix. En aquesta recerca es troba amb un personatge marginat de la societat, pel que s'acaben unint i d'aquí surt la història".
Els realitzadors volien explorar el que els dinosaures representaven avui en dia i la forma en què estan representats per estereotips. Peterson va dir sobre això que "és hora de fer una pel·lícula en la qual s'arribi a conèixer el dinosaure, el que realment significa ser dinosaure i estar convivint amb un dinosaure". També va dir que la inspiració la va treure d'una visita al New York World's Fair el 1964, on va quedar impressionat per alguns dels dinosaures que va veure representats.
Respecte al títol de la pel·lícula, Sohn diu que "és un títol simple que té molt més significat del que sembla". A més, ha explicat que "Arlo té molts problemes des del moment que neix, és temorós i dèbil i això implica que se senti desplaçat de la seva família i vol buscar una manera de ser digne d'estar amb ells"
A l'abril del 2012, Pixar va anunciar que el film s'endarreriria fins al 30 de maig de 2014. L'agost van anunciar a la D23 Expo que en Lucas Neff, John Lithgow, Frances McDormand, Neil Patrick Harris, Judy Greer i Bill Hader formarien part del casting de la pel·lícula.

## Banda sonora
La música d'aquesta pel·lícula està creada per Mychael Danna i Jeff Danna, sent la primera i única col·laboració que han fet com a compositors a Pixar. Walt Disney Pictures va llançar la banda sonora el 20 de novembre del 2015.
Llista de cançons
| Núm.          | Títol                    | Durada |
| ------------- | ------------------------ | ------ |
| 1.            | «Homestead»              | 2:11   |
| 2.            | «Hello Arlo»             | 2:49   |
| 3.            | «Chores»                 | 0:55   |
| 4.            | «Make Your Mark»         | 2:07   |
| 5.            | «Fireflies»              | 2:16   |
| 6.            | «Critter Problem»        | 1:04   |
| 7.            | «You're Me and More»     | 3:05   |
| 8.            | «Family Struggle»        | 1:23   |
| 9.            | «Swept Away»             | 1:33   |
| 10.           | «Mountain Top»           | 0:51   |
| 11.           | «Lost in the World»      | 3:35   |
| 12.           | «Offerings»              | 1:32   |
| 13.           | «Unexpected Friend»      | 2:56   |
| 14.           | «Pet Collector»          | 2:24   |
| 15.           | «Swimming Lessons»       | 2:29   |
| 16.           | «Orphans»                | 4:39   |
| 17.           | «The Storm»              | 1:17   |
| 18.           | «I'm Never Getting Home» | 0:44   |
| 19.           | «Storm Chasers»          | 1:22   |
| 20.           | «Bloodhound»             | 1:37   |
| 21.           | «Fight Them Rustlers»    | 1:46   |
| 22.           | «Run With the Herd»      | 3:51   |
| 23.           | «Returned Call»          | 1:25   |
| 24.           | «Sky Sharks»             | 1:46   |
| 25.           | «Arlo's Vision»          | 1:35   |
| 26.           | «Rescue»                 | 2:31   |
| 27.           | «Over the Falls»         | 2:41   |
| 28.           | «Goodbye Spot»           | 4:12   |
| 29.           | «Homecoming»             | 1:24   |
| 30.           | «Arlo Makes His Mark»    | 1:22   |
| Durada total: | Durada total:            | 63:22  |

## Recepció

### Taquilla
El viatge d'Arlo va recaptar 123,1 milions de dòlars a l'Amèrica del Nord i 208,8 milions de dòlars arreu del món, aconseguint un total de 331,9 milions davant d'un pressupost de 175–200 milions, s'ha convertit en la pel·lícula menys taquillera de Pixar.
A Amèrica del Nord, El viatge d'Arlo es va estrenar el 25 de novembre junt amb Creed, Victor Frankenstein, Brooklyn, Spotlight i Trumbo. Tenien projectat recaptar entre 60-50 milions de dólars entre les 60-52 sales on es projectaria el film durant els cinc primers dies. Finalment, van aconseguir 55,6 milions de dólars, sent així la segona pel·lícula més taquillera, per sota de Sinsajo - Part 2, el final de la saga The Hunger Games, que portava ja dues setmanes a cartelera.
Fora del territori nord-americà, es va obtenir 28,7 milions de dólars en 39 mercats, incloent-hi vuit dels més importants. La data d'estrena es va decidir perquè coincidís amb les vacances de desembre. Les recaptacions més importants es van dur a terme a lRegne Unit (4,3 milions), Mèxic (3,6 milions), França (8,1 milions), Argentina (2,2 milions) i Rússia (2,1 milions).

### Premis
| Premi                                             | Dia de cerimònia | Categoria                                     | Nominat                                                                       | Resolució |
| ------------------------------------------------- | ---------------- | --------------------------------------------- | ----------------------------------------------------------------------------- | --------- |
| American Cinema Editors Awards                    | 19 gener 2016    | Millor edició de pel·lícula d'animació        | Stephen Schaffer                                                              | Nominat   |
| Annie Awards                                      | 6 febrer 2016    | Millor pel·lícula d'animació                  |                                                                               | Nominat   |
| Annie Awards                                      | 6 febrer 2016    | Millor efectes d'un film animat               | John Reisch i Stephen Marshall                                                | Guanyador |
| Annie Awards                                      | 6 febrer 2016    | Millor animación d'un film animat             | Mark C. Harris                                                                | Nominat   |
| Annie Awards                                      | 6 febrer 2016    | Millor animación d'un film animat             | K.C. Roeyer                                                                   | Nominat   |
| Annie Awards                                      | 6 febrer 2016    | Millor disseny d'un film animat               | Matt Nolte                                                                    | Nominat   |
| Annie Awards                                      | 6 febrer 2016    | Millor música d'un film animat                | Mychael Danna i Jeff Danna                                                    | Nominat   |
| Annie Awards                                      | 6 febrer 2016    | Millor producció d'un film animat             | Harley Jessup, Sharon Calahan, Bryn Imagire, Noah Klocek i Huy Nguyen         | Nominat   |
| Annie Awards                                      | 6 febrer 2016    | Millor guió d'un film animat                  | Bill Presing                                                                  | Nominat   |
| Annie Awards                                      | 6 febrer 2016    | Millor guió d'un film animat                  | Rosana Sullivan                                                               | Nominat   |
| Annie Awards                                      | 6 febrer 2016    | Millor guió d'un film animat                  | J.P. Vine, Tony Rosenast i Enrico Casarosa                                    | Nominat   |
| Austin Film Critics Association Awards            | 29 desembre 2015 | Millor pel·lícula d'animació                  |                                                                               | Nominat   |
| Black Reel Awards                                 | 18 febrer 2016   | Millor doblatge                               | Jeffrey Wright (Poppa Henry)                                                  | Nominat   |
| Chicago Film Critics Association Awards           | 16 desembre 2015 | Millor pel·lícula d'animació                  |                                                                               | Nominat   |
| Critics' Choice Awards                            | 17 gener 2016    | Millor pel·lícula d'animació                  |                                                                               | Nominat   |
| Florida Film Critics Circle Awards                | 23 desembre 2015 | Millor pel·lícula d'animació                  |                                                                               | Nominat   |
| Golden Globe Awards                               | 10 gener 2016    | Millor pel·lícula d'animació                  |                                                                               | Nominat   |
| Golden Reel Awards                                | 27 febrer 2016   | Millor edició de so                           | Shannon Mills                                                                 | Nominat   |
| Houston Film Critics Society Awards               | 9 gener 2016     | Millor pel·lícula d'animació                  |                                                                               | Nominat   |
| Online Film Critics Society Awards                | 14 desembre 2015 | Millor pel·lícula d'animació                  |                                                                               | Nominat   |
| Producers Guild of America Awards                 | 23 gener 2016    | Millor producció d'animació                   | Denise Ream                                                                   | Nominat   |
| San Diego Film Critics Society Awards             | 14 desembre 2015 | Millor pel·lícula d'animació                  |                                                                               | Nominat   |
| Satellite Awards                                  | 21 febrer 2016   | Millor pel·lícula animada o mixta             |                                                                               | Nominat   |
| Saturn Award                                      | juny 2016        | Millor pel·lícula d'animació                  |                                                                               | Pendent   |
| St. Louis Gateway Film Critics Association Awards | 20 desembre 2015 | Millor pel·lícula d'animació                  |                                                                               | Nominat   |
| Visual Effects Society Awards                     | 2 febrer 2016    | Millors efectes visuals d'un film d'animació  | Sanjay Bakshi, Denise Ream, Michael Venturini, and Jon Reisch                 | Guanyador |
| Visual Effects Society Awards                     | 2 febrer 2016    | Millor personatge animat d'un film d'animació | Ana Gabriela Lacaze, Jacob Brooks, Lou Hamou-Lhadj, and Mark C. Harris (Spot) | Nominat   |
| Visual Effects Society Awards                     | 2 febrer 2016    | Millor recreació del entorn d'un film animat  | David Munier, Matthew Webb, Matt Kuruc, and Tom Miller (The Farm)             | Guanyador |
| Visual Effects Society Awards                     | 2 febrer 2016    | Millor simulació d'efectes d'un film animat   | Stephen Marshall, Magnus Wrenninge, Michael Hall, and Hemagiri Arumugam       | Guanyador |